# Eriocaulon ussuriense
Eriocaulon ussuriense là một loài thực vật có hoa trong họ Eriocaulaceae. Loài này được Körn. ex Regel mô tả khoa học đầu tiên năm 1861.